# 巩富文
巩富文（1965年12月—），男，汉族，甘肃正宁人，中华人民共和国政治人物。现任陕西省高级人民法院副院长，农工党中央委员，农工党陕西省委副主委。第十二、十三、十四届全国政协委员。